# 武本健嗣
武本 健嗣（たけもと けんし、1980年8月27日 - ）は、日本の俳優。東京都出身（出生地は熊本県）。アンカット所属。身長180 cm。体重68.5 kg。おとめ座。

## 略歴
4歳までは熊本県で暮らしていた。
19歳からモデル活動を始め、20代でアメリカに留学、現地でもモデル活動を行った。26歳で日本に帰国、俳優活動を始める。

## 人物
趣味は写真、茶道。
特技はテニス、ヒップホップ。
コーヒーが好きで、ノンシュガーのコーヒーを年に500本以上飲むという。

## 出演

### テレビドラマ
- 刑事の証明（2014年、テレビ東京） - 編集部員 役
- 犯罪科学分析室 電子の標的（2015年、テレビ東京） - 科捜研 役
- デパート仕掛け人!天王寺珠美の殺人推理（2015年、テレビ朝日） - サラリーマン 役
- アイムホーム（2015年、テレビ朝日） - 証券マン 役
- 十津川捜査班（2016年、フジテレビ） - 編集部社員 役
- 新しい王様（2019年、TBS） - 投資家 役
- ハケン占い師アタル（2019年、テレビ朝日） - 重役 役
- 特命刑事 カクホの女（2019年、テレビ東京） - フロント係 役
- 同期のサクラ（2019年、日本テレビ） - 黒川の取り巻き 役
- 頭取野崎修平（2020年、WOWOW） - 刑事 役
- 24 JAPAN 第1,2話（2020年、テレビ朝日） - 管制官　役
- SUITS/スーツ（2020年、フジテレビ） - 青木恵介 役
- 監察医 朝顔 第2シリーズ 第17話（2021年3月8日、フジテレビ） - 清水篤史 役
- 妻、小学生になる。 第2話（2022年1月28日、TBS）
- 受付のジョー 第2話（2022年5月3日、日本テレビ） - 小倉 役
- Dr.チョコレート 第4話（2023年5月13日、日本テレビ）
- バントマン 第1話（2024年10月12日、東海テレビ・フジテレビ系）[3]

### 映画
- 20世紀少年 最終章 ぼくらの旗（2009年） - 地球防衛軍 役
- 非女子図鑑「死ねない女」（2009年） - 美容師 役
- トーキョービッチ, アイラブユー（2013年） - 橘義徳 役
- 屍人荘の殺人（2019年） - 班目捜査員 役
- シン・仮面ライダー（2023年）

### TV・広告
- 三洋電機「Xacti」
- 任天堂「Wii Sports」
- 旭化成「ジップロックコンテナ」
- NTTドコモ
- マイクロソフト
- Intelligence

### 雑誌
- 美人百花
- POPYE
- MEN'S NON-NO
- TAKEOKIKUCHI

### 舞台
- アヴァンセプロデュース
  - 「果たし得ていない約束の遂行」（2011年）
  - 「Re:verseリバース」（2012年）
  - 「Pain」（2013年）
- オーストラ・マコンドー 「息が苦しくなるほどに跳ぶ」（2016年）
- プロアトポロジー 「SUGARWORKS」（2017年）
- 東京ハイビーム 「Welcometoパラダイス」（2018年）
- 山口ちはるプロデュース 「快物」（2019年）